# جاكوبو سيلفا
جاكوبو سيلفا هو لاعب كرة قدم إيطالي في مركز الدفاع، ولد في 20 أغسطس 1991 في بياتشنزا في إيطاليا.

## وصلات خارجية
- جاكوبو سيلفا على موقع قاعدة بيانات كرة القدم.إي يو (الإنجليزية)
- جاكوبو سيلفا على موقع Soccerway.com (الإنجليزية)
- جاكوبو سيلفا على موقع عالم كرة القدم.نت (الإنجليزية)